# DEATH NOTE
『DEATH NOTE』（デスノート）は、原作：大場つぐみ、作画：小畑健による日本の少年漫画、およびそれを原作としたメディアミックス。『週刊少年ジャンプ』（集英社、第一部：2004年1号 - 2005年11号、第二部：2005年20号 - 2006年24号）において、2003年12月から2006年5月まで連載された。名前を書いた人間を死なせることができるという死神のノート「デスノート」を使って犯罪者を抹殺し、理想の世界を作り上げようとする夜神月と、世界一の名探偵・Lたちによる頭脳戦を描く。分類としては「サイコ・サスペンス」に分類される。
連載版の以前に同誌2003年36号に読切版が掲載される。2008年2月には最終回から3年後を描いた読切の特別編が同誌に掲載された。話数カウントは「page-」。
2015年9月時点で全世界累計発行部数は3000万部を記録している。宝島社「このマンガがすごい!」オトコ版では、2006年と2007年に2位を獲得した。連載終了後も、映画、アニメ、小説、ミュージカル、ドラマなど幅広いメディアミックスが行われている。

## あらすじ

### 第一部
page.1（第1話） - page.59（第59話） 単行本 1巻 - 7巻
警察庁刑事局長・夜神総一郎の長男で、現役で東応大学（作中における日本一の大学）への進学間違いなしとされる秀才高校生の夜神月（やがみ ライト）はある日、通っている高校の敷地内で奇妙な黒いノートを拾う。それは死神・リュークが落とした、「そこに名前を書かれた人間が死ぬ」デスノートだった。ノートの所有権を得た月はリュークの姿が見えるようになり、ノートに課せられたルールを理解しさまざまな検証のうえでその能力を確かめる。そして、自らの信じる「正義」を執行し、犯罪者のいない新世界を実現するため世界中の犯罪者たちの名をノートに書き記して殺害していく。
やがて月の行為はインターネットを中心に世界中に拡散されていく。法と秩序だけでは裁ききれない犯罪者を葬る者の存在に気付いた人々は殺し屋（英語＝Killer）の意味から謎の執行者を「キラ（KIRA）」と呼び始め、中にはキラを神とあがめる者まで現れた。現にキラの存在が広く知られるようになるにつれ、世界各国で犯罪そのものが減少したという事実もあった。しかし、各国の警察機構の側からすればキラは紛れもない大量殺人者だった。
キラの存在と謎に満ちた能力を認知したICPO（インターポール）は、手がけた事件を必ず解決に導き、全世界の警察を動かせる唯一の存在である謎の名探偵L（エル）にキラ事件の調査を依頼する。Lはプロファイリングを駆使してキラの人物像を「極めて優秀な頭脳を持った学生」で「近親者に捜査情報を知る立場の人間がいる者」とみなす。Lは罠を仕掛け、キラの活動拠点が日本の関東地方にあると証明し、旧知のFBI捜査官レイ・ペンバーを潜入させる。だが、レイは逆に月に利用されてほかの潜入捜査員の情報を月に与えたうえ、殺害される。
Lは自ら現場に乗り出す覚悟を決め、警視庁の捜査員でも特に信頼の置ける総一郎らとともに少数精鋭のチームを結成。竜崎という偽名で自らの姿を明かし、キラの洗い出しを進めていく。また、キラが殺害できるのは「顔と名前を知る相手のみ」と推理し、犯罪者の実名を明かさない措置をとる。さらに、警察関係者とその家族への調査をすすめる中で夜神総一郎の息子である月を知る。Lは東応大学生となった月に接近。月は捜査状況の把握とLの監視を目的として捜査本部に協力し、Lもまた月を監視するためそれを許す。
やがてキラを信奉する「第二のキラ」が現れる。第二のキラは用心深く狡猾なキラに比べ、隙だらけで稚拙極まりないが「相手の顔を見ただけで殺せる」能力を持っていた。月とLは第二のキラの登場をそれぞれ警戒。特に月は第二のキラがリュークが勧めていた「自分の残り寿命の半分と引き替えにして顔を見た相手の寿命と名前が見えるようになる」死神の目の取引をしており、軽率な第二のキラからデスノートの情報が漏れることを恐れていた。
そんな中、第二のキラの側から月に接近してくる。第二のキラの正体は現役アイドルの弥海砂（あまね ミサ）だった。海砂は彼女を愛するあまり消滅した死神・ジェラスの遺品であるデスノートを死神・レムから受け取っていた。強盗に家族を殺害された過去を持つ海砂は、証拠不十分で無罪放免となった犯人をキラが制裁してくれたことに感謝し、キラの信奉者になったという。月にキラ信者として協力を惜しまないかわりに、自分と交際してくれるようにと持ちかける。Lを葬る絶対的な切り札だが、レムの存在を含め危険極まりないアキレス腱となりかねない海砂を懐柔するため、月は交際を了承。ミサをLに会わせ本名を暴いたうえで殺害しようと図るが、物証をもとにミサを重要参考人とみなしたLは、先んじてミサを逮捕監禁する。
ミサの嫌疑を晴らすため月は頭脳を駆使し、リュークとレムをも利用した作戦にうって出る。それは、自身と海砂がデスノートの所有権を捨て記憶を消すことで絶対に自白しない状態にした上で、デスノートを「出世欲が強く権力のある者」に渡し第三のキラを作り出すというものだった。月は自身の監禁をLに嘆願。数日後、計画通り記憶を失った月と海砂は容疑を頑なに否認し、さらに第三のキラが現れる。Lは困惑するも、結果的に二人は無関係だとみなされる。月とLは協力し、第三のキラの正体を暴くことになる。
月は当初の予定通り、デスノートに再び触れたことで記憶を取り戻す。Lの始末に向け動き出す月と、キラ事件の真相を突き止めつつあったL。2人はそれぞれの正義を掲げて駆け引きと頭脳戦、心理戦の応酬を繰り広げるが、攻防の末にLは月に敗北し、命を落としてしまう。

### 第二部
page.60（第60話） - page.108（第108話） 単行本 7巻 - 12巻
第一部の終了から5年後の2009年、2代目Lとなっていた月はキラおよび警察の裏のトップとして世界の本格的な改革に乗り出す。キラとLの見せかけの勝負を演出する裏で月は世界中のキラ信者を確実に増やしていき、ついにはキラは正義と主張する国家が現れ、自分の望んだ新世界が目前まで迫っていた。
Lの死の直後、養護施設ワイミーズハウスで「Lの後継者」として育てられたメロとニアに管理人ロジャーからLの死が告げられていた。その後、ニアを中心にアメリカでSPK（Secret Provision for KIRA）（キラ対策特務機関）が設立される（ニア・レスター指揮官、リドナー・ジェバンニなど）。
そして、謎のマフィアグループによって警察庁長官が誘拐されるも夜神月の計画によって死亡し、今度は夜神粧裕（月の妹）が誘拐され、警察庁のキラ捜査本部の保持するデスノートとの交換が要求される。この事件の対処にSPKも加わるが、月指揮のもと、ノートは奪われてしまう。SPKの中心人物・Nは2代目L（月）の無能ぶりを批判し、アメリカでの2代目Lの実権は自分が握っていることを明らかにする。月はその後の調べによって、誘拐犯もNもLの次期後継者であるメロとニアであることを知り敵愾心を募らせる。メロはニアに勝つため、ニアはキラを捕まえるため、月は2人を殺すため、3人のプライドを賭けた戦いが始まる。

### 特別編
Cキラ編
2013年、ふたたび原因不明の死者が続出する。しかし、以前と違うのは日本で死を望む高齢者が次々と死んでいくことであり、その影響で日本は長寿大国1位から6位へ転落していた。日本の捜査本部やニアはデスノートによる新たなキラの犯行であると断定する。
aキラ編
3年連続でIQテストで全国一位になった中学3年生・田中実（ミノル）の前に死神・リュークが現れる。リュークから過去のキラに纏わる話とデスノートの使い方を聞いたミノルは、デスノートを有効に使う方法を考え出し「一度ノートを捨てるので、2年後に再び来てほしい」とリュークに提案。2年後の2019年5月、リュークは再びミノルの前に現れノートを渡し、記憶を取り戻したミノルは計画を実行する。

## 登場人物
夜神 月（やがみ ライト）
声 - 宮野真守
演 - 藤原竜也（実写映画版）/ 浦井健治・柿澤勇人（舞台版）/ 窪田正孝（ドラマ版）/ 石川樹（ドラマ版幼少期）
1986年（アニメ版では1989年、ドラマ版では1995年）2月28日生まれ。
本作の主人公。通称「キラ」。真面目で正義感の強い優等生だったが、デスノートを拾い人を殺めてしまったことをきっかけに「犯罪者のいない理想の新世界」の創世に目覚め、自らは「新世界の神」として君臨することを目論む。
L（エル）
声 - 山口勝平
演 - 松山ケンイチ（実写映画版）/ 小池徹平（舞台版）/ 山﨑賢人（ドラマ版）
1979年（アニメ版では1982年、ドラマ版では1991年）10月31日生まれ（24–25歳）。身長179cm、体重50kg（いずれも推定）。
世界の迷宮入り事件を次々と解決してきた名探偵。その恐るべき頭脳から「影のトップ」「最後の切り札」「世界一の探偵」と評される。極度の甘党で、甘いものを口に含んでいることが多い。
弥 海砂（あまね ミサ）
声 - 平野綾
演 - 戸田恵梨香（実写映画版）/ 唯月ふうか（舞台版）/ 佐野ひなこ（ドラマ版）/ 篠川桃音（ドラマ版幼少期）
1984年（アニメ版では1987年、ドラマ版では1994年）12月25日生まれ。
第二のキラ。ティーン誌で有名な人気モデル（第二部では女優へ転業）親の仇を討ったキラ（夜神月）を崇拝している。夜神月と出会ったことでその運命を狂わされていく。
ニア
声 - 日髙のり子
演 - 福田響志（実写映画版）/ 優希美青（ドラマ版）
1991年（アニメ版では1994年、ドラマ版では1996年）8月24日生まれ（18歳→19歳、特別編では22歳）。身長155cm、体重40kg。血液型はB型。
Lの後継者候補の一人。アメリカのキラ対策機関「SPK」のリーダー。Lに勝るとも劣らないほどの頭脳と推理力の持ち主。しかし一人では飛行機に乗れないなど行動力に乏しい一面も。
メロ
声 - 佐々木望
演 - 優希美青（ドラマ版・二役）
1989年（アニメ版では1992年）12月13日生まれ（19歳→20歳）。身長171cm、体重52kg。血液型はA型。
Lの後継者候補の一人。ニアに激しいライバル意識を持つ。常識に縛られない大胆さと行動力でアメリカマフィアのトップに上り詰め、ニアより先にキラの首を取ろうと暗躍。第二部後半では盟友マットと手を組み、独自にキラを追う。
高田 清美（たかだ きよみ）
声 - 岡村麻純（第一部）、坂本真綾（第二部）
演 - 片瀬那奈（実写映画版）
1985年（アニメ版では1988年）7月12日生まれ。血液型はAB型。
NHNの人気女子アナウンサー（第一部では東応大学生）。大学時代には月と交際していた。実はかなりのキラ信者であり、そのことを察していた魅上によりキラの代弁者に任命される。
魅上 照（みかみ てる）
声 - 松風雅也
演 - 忍成修吾（ドラマ版）/ 宮澤秀羽（ドラマ版幼少期） / 水上剣星（実写映画版）
1982年（アニメ版では1985年、ドラマ版では1990年）6月7日生まれ（27歳）。身長175cm、体重56kg。血液型はA型。
京都を拠点に活動する検事。異常なほどの正義感の持ち主で、キラを絶対的な神として崇拝している。月によりキラの力を与えられ、有能な代理人（Xキラ）として暗躍する。

## 用語

デスノートのイメージ画

デスノート
本編の枢軸となる魔性のノート。英語表記はDEATH NOTE。作中では「殺人ノート」という別称でも呼ばれている。
一見、ごく平凡な黒表紙のA4サイズの大学ノートだが、紙面に人間の名前を書き込むと書かれた人間が死ぬ。死因は基本的に心臓麻痺だが、自由に変えることができる。また、死亡年月日から23日以内なら対象の死の状況を自由に設定できる。
対象を死へ誘導する目的を外さなければ、ある程度行動を操ることもできるが、対象以外の他者を死へ巻き込むことはできない。しかし、他者の死の状況とリンクさせることで対象に他者を攻撃させ、死を拡大させることはできる。
筆記具で取り消し線を引いても、消しゴムや修正液を使っても、一度名前を書かれた対象の死を取り消すことはできない。また、名前のみならず対象の顔も必要（顔を思い浮かべながら名前を書く）なため、同姓同名の人物が死ぬことはない。その他、綿密な掟が定められている（詳細は後述）。
本来は異界に棲む死神たちが生きていくために必要な道具であり、名前を書き込むことで対象の残り寿命を奪い、彼ら自身の寿命に換えて命をつなぐ。また、人間が使うことも可能であり、死神のように寿命を増やすことはできないが、生死を操るノートをめぐるさまざまな攻防が発生することもある。
使う者が途中で使用をやめる（所有権を放棄する）ことはできるが、その場合ノートに関する記憶は抹消される。持ち続ける場合、所有者は持ち主の死神に死ぬまでつきまとわれ、最終的には持ち主の死神が所有者の名を書いて殺す結末もある。
リューク曰く「過去にも人間界で出回った事例がいくつかある」とのこと。
死神
詳細は死神 (DEATH NOTE)を参照。
人間たちが住む世界とは別次元にある荒涼とした世界に棲む存在。デスノートを使って人間の命を奪い、自分の命に換えて生きる。見た目は骸骨を基調とした存在であり、性別もあるが、生殖行為は行わない。また通常は人間の肉眼では見えず、触れることもできない。一部の死神には実力順に位階が決められているが、実際はあまり重視されていない。昔は人類の存亡に大きく関わる存在であったが、今では退廃的で博打をしている時間のほうが多いなど怠惰な生活を送る者が少なくない。そうした生活に飽きた死神の一柱、リュークが人間界に意図的にノートを落としたことが、物語の発端である。死神として生きていくうえでさまざまな掟が決められており、基本的に死神はその掟に従い行動する。死神の掟に逆らうと抹殺されるため、破ることはそうそうないが、掟を完全に把握できている死神はまれである。
人間の寿命を奪って生きることそのものが存在理由であり、デスノートへの記入を怠っても死亡するが、それに反する行為、すなわち人間の命を救う行いは最大の禁忌とされており、その禁忌を犯した死神は即座に死に至る。またデスノート以外で人間を殺すことも禁じられており、そうした場合はとりわけひどい苦痛を与えられ死ぬという。
リュークの語るところによれば「死神に憑かれた人間は不幸になる」らしく、実際、死神に憑かれた7人全員が凄惨な死を遂げている。また、因果関係は定かではないがデスノートを使用した人物たちも、最終的にはすべて死亡している。
死神の目
デスノートの使用時に必要となる対象者の名前および寿命を視認できる魔性の目。
本来は死神だけが持つが、寿命の取引（自分の残りの寿命の半分と引き換え）を行うことで人間も持つことができる。死神の目を持った人間は人間レベルで3.6以上の視力を得る。作中では視界は白黒反転した映像として表現される。ただし死神の目を持つことは「殺される対象」から「殺す側」となることを意味するため、自分の寿命を知ることはできない（鏡で見ても自分の寿命は見えない）。ノート所有者がノートを手放す際は、ノートの記憶の抹消とともに死神の目も解除される。しかし、目を得る際に取引した寿命は元には戻らない。
なお、作中で目の取引を行った人物は、弥海砂、火口卿介、カル・スナイダー（Kal Snydar）、夜神総一郎、魅上照、Cキラの6名が該当する。また映画版とアニメ版『リライト2』では高田清美が取引を行っている。
極めてまれに先天的に目を持って生まれてくる人間がいるらしく、小説版の犯人「B・B」は作品世界で唯一確認できる生まれながらに死神の目を持つ人間である。
キラ
デスノートを使って犯罪者を「裁く」殺人者の通称。殺し屋を意味するKillerに由来。基本は主人公の夜神月を指すが、のちに弥海砂、魅上照などの新たなデスノート使用者が現れ月に加担したことで、第二のキラ、Xキラなどの派生語も生まれた。
特別編では彼らに代わる新たなデスノート使用者が登場するが、犯罪者ではなく瀕死の老人ばかりを殺すうえに、月のような一応の理念すらうかがえないため、ニアから軽蔑の意味を込めてCキラ（“Cheap”＝安っぽいキラの意）と呼ばれた。
L
作中における世界最高峰の名探偵のコードネーム。世界的な発明家キルシュ・ワイミーが手塩にかけて育て上げた人物であり、FBIを含む全世界の警察を高い権限によって動かすことができ、3,000以上の難事件を解決へ導いてきた実績を誇る。しかし普段は人前に顔を出さず、白地に黒でLのロゴが入ったスクリーンのみの姿で人と接しており、そのため警察関係者の間では正体をめぐってさまざまな憶測が飛び交っていた。自身が興味を持った事件しか取り合わず、また犯人検挙のためには非合法捜査も厭わないために悪印象を持つ者も多く、作中の日本の警察ではあまり信頼されていない面もあった。しかしその実力は多くの人が認めるところであり、「世界の切り札」「影のトップ」と称されていた。
元祖Lは作中で発生した最難関の事件たる「キラ事件」に際し、初めて歴史の表舞台に姿を現す。
さくらTV
作中に登場する架空の民放。視聴率を稼ぐためならいかなる手段も厭わないえげつない経営が特徴。キラ事件が発生してからも、世間の関心を引くために「キラ王国」「今週の高田様」などキラ関連の番組を積極的に放映した。「キラ王国」は代表的なキラ世論を示すものとして日本捜査本部（特に松田）がたびたび視聴した。
第2部でキラの思想を世間に浸透させようと動き出した月により、たびたびキラ事件に関わってきたディレクター・出目川仁がキラ思想の代弁者として選ばれた時期もあったが、出目川がキラの意向を取り違えたために魅上に粛清され、キラの代弁者としての立場も失った。
NHN
作中における公共放送。物語後半でより正確にキラの思想を伝えんとしていた魅上の指名により、正式なキラ思想の発信地となる。出目川の後任として、代弁者にはかつての月の同級生で、NHNの看板女子アナだった高田清美が選ばれた。
ヨツバグループ
国内外に30万人もの社員を持つ巨大企業。事業は重工業からリゾート開発まで幅広く展開している。キラとのつながりを持つヨツバ幹部8人（その中の1人である通称ヨツバキラがノートを持つ）がデスノートを使って殺人を犯していく。その手口とは、「ヨツバのさらなる飛躍」「世界最大の企業への発展」を大義名分とした定例会議「死の会議」を開き、ヨツバキラにより選ばれた幹部たちが死のルールの資料を熟読しながら、長時間にわたる決議によって上記の大義名分の障害になる人物（ライバル企業の重役など）と殺人方法（心臓麻痺以外）を決定し、メンバー全員の総意を経てヨツバキラが実行するというもの。これによりヨツバの利益は大幅に向上し、ほとんどの他企業を圧倒していった。
建前上は8人の中にキラとつながりがある者とされているが、実際にはメンバーの誰もが本当はこの中にキラがいると感づいている。また、8人の間ではヨツバキラの正体は一切明かされていないが、何人かはヨツバキラの正体に感づいた者もいた。幹部内でヨツバキラの正体について推測が渦巻くが、それを明かそうとしたり「死の会議」から脱退しようとするなどの行為はタブーとなっている。この会議を招集したのは、キラに脅された社長・四葉台之助。
ヨツバキラ逮捕後の2005年（アニメ版では2008年）4月10日、死の会議に関わった残りの幹部は全員が心臓麻痺で他界。警察上層部はLの推理（ヨツバキラの件・死の会議）をもとにキラの仕業と断定するも、さまざまな噂が流布した影響でヨツバ関連の株価は大暴落した。『リライト 幻視する神』では全員が心臓麻痺ではなく、事故などで死亡している（明確な事故死のシーンが描かれたのは奈南川、三堂、紙村だけで、全員の死に方は不明）。
SPK
Secret Provision for KIRA（シークレット・プロビジョン・フォア・キラ）の略称。
2009年（アニメ版では2012年）にアメリカ合衆国でニアを中心にFBI、CIAの人員で結成された、二代目L（夜神月）とまったく関わりを持たない独自のキラ対策機関。情報管理の徹底のため、所在地や捜査官・捜査状況などの情報は一切非公開にしている（機関を承認した大統領にも）。
メログループが日本捜査本部から奪ったデスノートによってメンバーの大半を失い、ニアを含む4人にまで激減する。その後は副大統領がキラに屈する声明を発表したため、表向きには解散と公表されながらも地下組織として捜査を続けることとなる。
第一部で初代Lとしばしば対立した日本捜査本部と違い、ニアの捜査方針に反発するメンバーはほとんどいない。
キラ事件解決後は正式に解散し、ニア以外のメンバーは元の所属していた組織に復帰した。しかし、特別編では2013年にCキラの出現によって、レスターとリドナーが、ふたたびニアと協力することとなる。
ワイミーズハウス
英国・ウィンチェスターにある児童養護施設。
発明家であったキルシュ・ワイミーにより創設。高い知能を持ちながら身寄りのない子供たちが世界中から集められ、暮らしている。初代Lが死ぬまではワイミーの知己であったロジャー・ラヴィーによって運営されていた。
出身者は、探偵から画家まで幅広く、世界一の名探偵と称される三代目「L」もここから巣立った。本編に登場する出身者はメロ（ミハエル・ケール）、ニア（ネイト・リバー）、マット（マイル・ジーヴァス）、リンダ、小説版に登場する犯人「B・B」ことビヨンド・バースデイ、実写映画版に登場するK（久條希実子）の6人である。

## デスノートのルール

### 基本ルール
以下はデスノート自体には記されておらず、作中では月が死神から聞いたり実際に試したりして検証していった。また本編には登場せず単行本各話の最後に記載されていたルールもある（これらは公式ガイドブック『DEATH NOTE HOW TO READ 13 真相』にまとめられている）。
- 顔を思い浮かべて4回名前を書き間違えられた人間に対し、以後デスノートは効かなくなる。ただし、デスノートによる死を避けるため故意に書き間違えた場合は書き込んだ人間が死に、名前を書かれた人間もノートの効力からは逃れられず、本名を書かれれば死ぬ。
- デスノートから切り取ったページや切れ端（面積は問わないが、文字を一文字ずつはっきりと書ける範囲でなければならない）などでもデスノートの効果は有効である。
- 所有権にかかわらず、デスノートに一度でも触れれば誰でも、それ以降はそのデスノートに憑いている死神が見えるようになり、会話もできる。
- 所有権を持たない者でもデスノート、もしくはその切れ端に名前を書けば、所有者と同等の効果を得ることができる。
- 絵で顔を知っているだけの人間は、デスノートで殺すことはできない。ある程度鮮明な写真や映像で相手の顔を知っているなら効果は得られる。
- 原則的に人の寿命を延ばすことはできないが、間接的にではあるが寿命が延びるケースがある[注釈 6][注釈 7]。
- デスノートに人の名前を書くとき、複数のページにまたがって書いても効果は得られない。ただし、表裏は同じページとみなされ、表に名字、裏に名前という書き方なら効果は得られる。
- デスノートはどれだけ使ってもページが尽きることはない。
- デスノートに書く物質は、文字として認識できれば何でもよい。血や化粧品、炭などでもかまわない[注釈 8]。
- デスノートに書いた名前や文字などは、消しゴムなどで消したとしても意味はない。
- 名前を書かれたシールを貼ることなどは効果を持たず、ノートに直接書かなければならない。
- デスノートを一度でも使った人間は、その代償として天国にも地獄にも行けない[注釈 9]。
- 以下の人間はデスノートで殺すことができない。
  - 人間界単位で124歳以上。
  - 生後780日未満。
  - 残りの寿命が12分以内。
- 2冊以上のデスノートに同じ人間の名前が書かれた場合、一番先に書かれたものが優先される。
- 2冊以上のデスノートに同じ人間の名前が書かれ、書き終えた時間の差が0. 06秒以内の場合は同時とみなされ、書かれた人間は死なない。
- 人間界で同時に存在していいデスノートは6冊まで。ただし死神自身が所有するノートはその数に入らない。ゆえにそのノートの持ち主であった死神も6匹まで人間界に存在してもよい。
- いかなる方法を用いてもデスノートに名前を書かれた人物の死自体を取り消すことはできないが、死の時刻・状況は記入後6分40秒以内、かつその人物が生きている間ならば、書いた文字の上に二本線を引いて書き直すことで変更できる。

### 死因を書いた場合
- 記された死因での死亡となる。
- 死因を書いてから人間界単位で6分40秒以内に死に至るまでの詳細を書くと、その人間の死まで物理的に可能な範囲で操ることができる。可能な範囲でない書き方をした場合、書いた事柄は無効となり、すべて心臓麻痺で死ぬ[注釈 10][注釈 11]。
- 死因に心臓麻痺と書いても、40秒以内に死亡する時刻を書けば、名前を書いてから40秒以内であっても死の時間を操ることは可能となる。名前や死の時刻などを書いたあとであっても、6分40秒以内であれば何度でも変更できるが、変更が可能なのはその対象が死ぬ前だけである。
- 先に書いておいた死因や死に至るまでの詳細の前に名前を書き足しても、約19日以内であれば有効である[注釈 12]。
- 事故死とだけデスノートに書き、死の状況を記さなかった場合、そこから6分40秒以後に、不自然ではない最短の事故に遭い、死亡する。また、その対象の者だけが死ぬ事故であったとしても、その後の人間界に影響を及ぼし、その後に死者を生むものであれば、第三者を巻き込むものであるため、心臓麻痺となる。
- 病名を書かずに病死と書き、時間指定をした場合、23日間以内であればその時間に適した病気で死ぬ。ただし、時間指定をせず病名だけを書き、その病気で死ぬのが24日間以上かかる場合、その病気で死ぬ場合に適した時間で死ぬ。ただし、死の状況や死因を変更できるのは6分40秒以内であり、死の時間を変更することはできない。
- 名前だけを同ページにすべて記した場合、死因や死の状況はその対象に対するものであれば、名前を記した以外のほかのページに記しても有効である。先に書いておいた死因や死に至るまでの詳細の前に名前を書き足した場合、その名前が複数のものであっても40秒以内であれば、何人であっても可能であれば記されたとおりになる。ただし、その死の状況に対して不可能な名前が記された場合、死因のみがその名前に対して適用され、双方とも不可能な名前であれば、その対象は心臓麻痺となる。名前を複数記した場合、最初の名前を記してから40秒以内であれば、一つだけ死因を記した場合でも、その名前すべてにその死因が適用される。また、6分40秒以内に一つの死の状況を記した場合は、可能なものであれば適用されるが、不可能なものは死因だけが適用される。
- 殺しの対象者が知り得ない情報を使う、または行い得ないことをさせることは不可能。ただし自殺は有効であり、誰もがする可能性があるとされ、考えもしないことには入らない。
- 第三者を直接死亡させるような死因や死に至るまでの詳細は効力がなく、第三者の死亡がない形での心臓麻痺による死亡になる。
- 死の直前の行動の中で対象者が死の直前に第三者を攻撃することは可能であり、攻撃を受ける者の死の状況をデスノートで示せば致命傷になりえる（ただし、直接的な表現では心臓麻痺になる場合がある）（実写映画版設定）[注釈 13]。
- 対象者だけが死亡するような詳細で、第三者の動作が関連して死ぬ場合は有効。
- 日時を指定したうえで操って殺せるのは23日以内。23日以上かかるような病気で死亡させる場合は例外。ただし日にちの指定を行えば無効になる。明らかに無理が生じるようであれば心臓麻痺となる。
- 勘で適当な死因を書くと、死因は心臓麻痺になる。無理が生じれば書き終えたあとから6分40秒後に心臓麻痺となる。
- 死因に「即死」と書いた場合は、40秒を待たずに心臓麻痺で死亡する（映画版『Light up the NEW world』のみ）。

### 所有権の解説
- デスノートは人間界の地に着いた時点で人間界のものとなる。
- デスノートを所有している限り、そのデスノートの元々の所有者であった死神が人間に憑く。
- デスノートを所有していた者がすべてのノートの所有権を放棄すると、デスノート自体に関する記憶を失い、デスノートを使うために行った行動の記憶は、デスノートが絡まない形で残る。
- デスノートの所有権を放棄するなどしてノートの記憶を失うのは、ノートに名前を書き人間を殺した者のみで、所有のみで名前を書かずに放棄した場合は記憶は失われない。しかし、そのノートの持ち主であった死神の姿や声を認知することはできず、死神の目を取引していたとしても失われる。
- 所有のみで名前を書いていない所有者でも、本人が望めばノートに関する記憶を消して貰える（2020年版特別編にて判明）。
- デスノートを紛失または盗まれるなどした場合、490日以内にふたたびノートを手にしないと所有権を失う。
- 所有権を持たない状態でデスノートの記憶を取り戻すには、使用したことのあるデスノートに触れるしかない。ただしふたたび所有権を得ない場合は、ノートを離すとふたたび記憶を失う。
- 所有権を持つ者が死亡したとき、そのノートの所有権はそのときにノートを手にしている者に移る。
- 一度所有権を放棄しても、ふたたび所有権を得ることは可能である。ただし所有権を得ることでデスノートの記憶を取り戻せるのは最大6回まで。7回目に所有権を再取得した場合は、それまでのデスノートに関する記憶をすべて失った状態でノートを使用することになる。
- 所有権を自分に残したままで他人に貸すことは可能であり、又貸しもできるが、死神はあくまで所有権を持つ人間に憑く。
- 所有権を持っていなくても、顔と名前を認識して名前を書き込めば、所有者と同じ効果を持つ。

### 所有権が複数ある場合
- 1人の人間が複数のデスノートの所有権を持っている場合、1冊の所有権を放棄しても他の所有権が残っていれば記憶は消えない。
- 所有権を放棄したデスノートに憑く死神の姿は認知できなくなり、声も聞こえない。
- 1人の人間が複数のデスノートの所有権を持っていれば、1人の人間に対して1冊のノートにその名前、その後もう1冊に死因や死の状況を書いたとしても有効となる。それと同様、最初に1冊に死因や死の状況を書き、その後もう1冊に名前を書いたとしても有効となる。また、互いのノートに触れ合った2人の所有者が前述の行動を共有した場合でも有効となる。

### 嘘のルール
下記二つのルールは劇中で夜神月が自分に対する疑惑の目を逸らすためにリューク（映画版ではレム）に書かせた虚偽の設定であり、これを犯してもこのルールは適用されない。 
- デスノートに名前を書いた者は、最後に名前を書いたときから13日以内に次の名前を書き込み、人を殺し続けなければ自分が死ぬ。
- デスノートを刻む焼くなどして使用不可にすると、それまでにノートに触れたすべての人間が死ぬ（原作および小説版『L change the WorLd』のみ）。

### 追加ルール
特別編（2020年版）にて、デスノートのオークションに憤慨した死神大王によって新たに追加されたルール。 
- デスノートの売買を行った者は死ぬ。販売者は金銭を受け取った際に、購入者はデスノートを受け取った際に死ぬが、受け取らない限り死ぬことはない。

## 死神のルール

### 基本的なルール
- 死神は、デスノートを最低1冊は必ず所有していなければならない。そのノートを人間に使用させたり、譲渡することは許されない。ただし、死神同士であれば他の死神のノートを使用することや交換はしても良い。
- 死神は、デスノートで人間を殺すと、その人間の寿命と現年齢の差分（残りの寿命）を自分の寿命として得ることができる。人間が使用したとしてもその寿命を延ばすことはできないが、自分自身がデスノートを使って寿命を縮めることはできる。
- デスノートの所有権を持っていた者同士であったとしても、そのノートに触れなければ、そのノートに憑く死神は認知できない。
- 人間界での混乱を避ける配慮として、死神は所有者およびデスノートに触れた者で見える人間の名前と寿命をほかの人間に教えてはならない。
- 死んだ死神を認知できていた人間でなければ、死んだ死神のデスノートを見たり触れたりすることはできない。
- 死神は、そのノートの使用者が初めてノートを使用してから39日以内に姿を現す。
- 6歳以下の人間にノートを譲渡してはならないが、何歳の人間が使おうとその効力はどれも同じである。
- デスノートの所有権がある人間を人間界でデスノートを使って殺すことは何の問題もないが、その目的だけで人間界へ下りることは許されず、人間界でデスノートを人間に渡した死神のみが殺すことができる。
- 自分のノートが人間界で不本意に使用されていた場合、ノートを取り戻す目的であれば人間界へ下りることは許されるが、ほかのノートの所在やその使用者のことをほかの人間に話してはならない。
- 自分のノートをほかの死神に盗られるなどで失った場合、そのノートに憑いている死神から直接返してもらう必要がある。ただし、そのノートに死神が憑いていない状態で人間が所持していた場合、そのノートに憑く死神となり、その人間に返してもらうしかない。
- 人間界にデスノートを持ち込んだ死神が死神界へと戻る場合は、ノートの最初の所有者が死ぬ際に、自分のノートにその所有者の名前を書いたときや、そのノートが人間にとって使えなくなったとき、そのノートに所有権を持つ人間が存在しなかったときなどである。
- デスノートの元持ち主である死神は、そのデスノートを用いた死の手伝いおよび妨げになるような行為を基本的にはしないが、それぞれの性格による。
- 死神界では死神大王がデスノートの管理を行っているが、あまり徹底されていない。
- 基本的にデスノートは死神一匹につき、1冊のみ。
- デスノートの所有者が、所有権を持たない人間にノートを貸した場合でも、死神は所有権のある人間に憑かなければならない。
- デスノートの取扱説明書のようなものは存在するが、それを人間に譲渡することは許されない。死神自身がルールを読み上げ、人間に教えることはなんら問題ない。
- 死神が特定の人間に対して好意を持ち、その人間の寿命を延ばすためにデスノートを使用した場合、死神は死ぬ。ただし、人間がその行為を行ったとしても死ぬことはない。
- 死神は、死ぬと砂のように崩れ落ち肉体は消えるが、所有していたデスノートは残る。そして所有権は次に触れた死神に移るが、基本的には（死神界の常識として）死神大王に返上すべきとされる。
- 死神が人間界で何かしらの違反行為を犯した場合、死神界でその重さによって罰が下される。罰は「特級」から「8級」まであり、「3級」以上は死罪となる。死神がデスノート以外の方法で人間を殺す行為は「特級」にあたる。
- 死神はむやみに人間界にいてはならない。人間界に滞在可能な事例としては、デスノートを渡す人間を人間界単位で82時間以内で物色するとき、自分に所有権があったノートを人間に譲渡したとき、などである。
- 死神は一度顔を見て寿命と名前を知った人間は、死神界にある穴からその人間の居場所を知ることができる。
- デスノートを持っている限り、自分が死ぬまで元持ち主である死神が憑いてまわる。
- デスノートの所有権がある人間をデスノートを使って殺すことは何の問題もない。
- デスノートの使い方や、それを持つ人間に発生する掟を死神がすべて説明する義務はない。
- 人間に憑いた死神が死んだ場合でも、死神が人間界に持ち込んだデスノートの効力に変化は生じない。
- 死神は人間界のものに触るか触らないかを選べる。
- 死神にも性別があるが、生殖行動などはしない。また、人間との性行為は禁じられているらしい。
- 死神は本来睡眠をとる必要がなく、死神にとって「眠る」という行為は人間のそれと違い純粋な「怠け」である。これを罰するような掟は特にないが、人間に憑いた死神はノート所有者の最期を見届ける、という意味でも眠る（＝怠ける）べきではないとされる。
- よほど怠けていない限り、死神は心臓をナイフで刺しても頭を銃で撃ち抜いても殺すことはできない。
- デスノートに死神の名前を書いても死神は死なない。
- 人間界で同時に存在していいデスノートは6冊まで。よって、人間にノートを所有させることで人間界にいていい死神も6匹まで。
- 仮に7冊目のデスノートが人間界に存在しても、そのノートは何の効力も持たない。故に残りの1冊は何の効果も持たないが、6冊のうち1冊が何らかの理由で消失した場合は、7冊目のデスノートに効力が生まれる。
- 1匹の死神が同時にデスノートを渡せる人間は3人まで。
- 人間界にデスノートを持ち込んだ死神はノートの最初の所有者が死ぬことになる場合、自分のノートに所有者の名前を書き込まなければならない。
- 死神はノートの所有者のなるべく近くにいなければならないが、14kmまでなら離れられる（2020年版特別編にて判明）。

### 死神の目
- デスノートの所有権を持つ人間は、自分に憑いている死神に自分の余命の半分を渡すことによって、「死神の目」を手に入れることができる。これを死神の目の取引という。
- 死神および死神の目を持つ人間は、人間の顔を見るとその人間の名前と寿命を見ることができる[注釈 14]。
- すでに死んでいる人間の顔を見ても、名前も寿命も見えない。
- 自分自身を含めたデスノート所有者に関しては、名前だけしか見ることができない（これを利用して、デスノート所有権を判別することができる）。死神からは、デスノート所有者であっても名前と寿命の両方が読める。
- 死神の目でその人間の顔の左右半分以上を見なければ名前と寿命を知ることはできない。また、上下の場合は頭から鼻までを見なければならず、目から下を見ただけでは知ることはできない。
- 顔の一部が隠れていたとしても、顔の全体が見えていれば、その人間の名前と寿命を知ることができる。ただし、その隠された部分が何%を占めれば見られなくなるかは検証しなければならない。
- デスノートの所有権を放棄すると死神の目を失うが、寿命は元には戻らない。
- 一度デスノートの所有権を失った場合、ふたたび所有権を得ても、再度取引しない限り死神の目を得ることはできない。
- 複数回取引する場合、取引するごとにその時点での残りの寿命の半分を支払わなくてはならない。
- 他人から借りたノートでは、目の取引はできない。
- 目の取引は一瞬で完了する。
- 目の取引を行った場合、本来の視力にかかわらず、3.6以上の視力になる。
- 原作およびアニメでは演出上、死神の目は普通の目と少し異なる描写がされているが、死神の眼球を持った人間の判別は、人間界のどんな医学や科学をもってしても不可能であり、死神でもその人間と直接目の取引をした死神あるいは目の取引をしたことを知っている死神にしかわからない。
- 人間界にデスノートがあることで、ある人間の人生が変わり、デスノートに書かれなくとも本来の寿命より前に死んでしまうことはある。それがどんな死に方であろうと、その場合やはり死神の目には縮んだ寿命ではなく本来の寿命が見えることになる。
- 死神の目で見える人間の名前はあくまでその人間を殺すために必要な名前であり、必ずしも戸籍上の氏名とは限らない。仮に戸籍自体を持たない人間を見たとしても、その名前は見える。

## 読み切り

### 2003年版
『週刊少年ジャンプ』2003年36号掲載。『DEATH NOTE HOW TO READ 13』、『DEATH NOTE短編集』、文庫版の第1巻に収録。『DEATH NOTE短編集』では鏡太郎編と表記されている。ホラー要素が連載版より強く、リューク以外の死神も異なる。
ストーリー
中学生の鏡太郎は、下校途中に拾ったノートを日記帳代わりに使い、クラスメートから受けたいじめについて書き込んだところ、クラスメートたちが死亡してしまう。そのノートは、死神リュークの落としたデスノートだった。
「過去の事件」との類似に気付いた刑事は、クラスメイトへの聞き込みを開始する。焦った鏡太郎は、内容を取り消せる消しゴム「デスイレイザー」を使い、クラスメートを生き返らせる。しかし、自分はノートを使っていないにもかかわらず、ふたたびクラスメイトたちと刑事たちが死亡する。
自分の周りに、もう一人ノートを使っている人間がいることに気づいた鏡太郎は、その犯人の元へ急ぐ。
ノートのルール
ルールは「死因を書かなければ40秒で心臓麻痺」など、基本的に連載版と同様だが、異なる点もある。
- ノートを拾った者にしか使えない。また、ノートを拾った者全てに死神（リューク）の姿が見えるわけではない。
- ノートに名前を書いて対象が死んだあとでも、デスイレイザー（DEATH ERASER）という消しゴムで名前を消せば生き返る。ただし、遺体が蘇生できる状態でなければ効果はない。
- ノートは38行60ページのノートで、使えばページは尽きてしまうが、死神に頼めば、新しいノートをもらえる。
- 表紙の文字は、どんな手段を用いても消すことができないが、表紙を破ると使用不可能になる。
- 殺しの促進や助言などが含まれている。

### 2008年版
『週刊少年ジャンプ』2008年11号にて、映画『L change the WorLd』の公開に伴い掲載された。『DEATH NOTE 完全収録版』、『DEATH NOTE短編集』に収録。『DEATH NOTE短編集』ではCキラ編と表記されている。
ストーリー
前作から3年が経過した世界……。世界1位の高齢化社会だった日本が、短期間に6位にまでランキングを落としたことから、ネット上では「キラの復活」が囁かれていた。今回のキラは、病気や貧困などで死を望む高齢者のみをデスノートで殺害しており、これにより日本を悩ませていた少子化問題や年金問題は一挙に解決した。
そんな中、さくらテレビによるテレビ討論会が開かれ、番組参加者たちが「キラに殺してほしい」とカメラ前に詰めよる騒ぎが発生する。彼らが次々と死んでいったことから「キラ復活」が確定し、世界はまたキラによる暗黒時代に戻るかに思われた。
Lとなったニアは当初、今回のキラをCキラ（Cheepキラ）と名付け、まったく興味を惹かれないという理由で捜査を行おうとしなかった。しかし、さくらテレビの討論会を見たことから、全世界に向けて放送をしたニアは、Cキラに対して「この人殺し」とコメントを送りつけた。それを聞いたCキラは、3日後に奇声を上げてデスノートに自分の名前を書いて自殺してしまう。

### 2020年版
『ジャンプSQ.』2020年3月号掲載。『DEATH NOTE短編集』に収録。SQ掲載前の2019年7月には『少年ジャンプ+』にて期間限定でネームが公開されていた。『DEATH NOTE短編集』ではaキラ編と表記されている。
ストーリー
3年連続でIQテストで全国一位になった中学3年生・田中実（ミノル）の前に、死神のリュークが現れる。過去のLとキラとの戦いと、デスノートの使い方を聞いたミノルは、短時間でデスノートを有効に使う方法を考え出し、リュークに「一度ノートを捨てるので、2年後に再び来てほしい」と提案する。
2019年5月、リュークは再びミノルの前に現れ、ミノルは行動を開始する。それはさくらテレビの番組内で、「キラの力を競りにかける」ことをリュークに公開してもらい、SNSによるオークションで一番高値をつけた者にデスノートを譲渡するというアイデアだった。
全世界から続々と高値が付けられていき、キラ事件で顔バレしている刑事の松田が出演したことから、俄然として信憑性を得たオークションは、アメリカや中国といった大国同士の競り合いになり、1000兆円という高値でアメリカ政府に落札される。そして、ミノルは1000兆円の支払い方法として、「ヨツバ銀行に普通口座を持ち、東京都内に戸籍のある60歳以下の人に等分して入金する」ように指定する。それは、100万人に対して「1人あたり10億円」という数字になり、日本経済に「令和バブル」または「キラバブル」と呼ばれる好景気を巻き起こすことになる。
しかし、デスノートの売買に怒った死神大王によりデスノートに「人間界でデスノートを売買した者は死ぬ」というルールが追加される。追加ルールを伝えられたアメリカ大統領は自身の生命を優先するためにデスノートの受け取りを拒否。だが、リュークに「どんなことがあっても2度と目の前に現れないでくれ」と頼んでいたミノルには伝えられることは無く、お金を引き出したことから心臓麻痺で死亡してしまうのであった。

## 批評
フランス文学者の中条省平は、本作品には社会・政治的な領域が欠落していることから1990年代後半以降に興隆したセカイ系と呼ばれるジャンルに含まれるとした。正義の名のもとに凶悪犯の抹殺を続ける独善的な夜神月の行為はテロリズムを肯定する思想であり、この作品が受け入れられている背景には若年層の政治忌避のムードがあると警鐘を鳴らしている。
評論家の宇野常寛は、2000年代に入ってからは、セカイ系ではなくサヴァイヴ感を前面に出した「バトルロワイヤル系」ともいう新しい想像力が台頭しているとし、その代表例・到達点として本作品を挙げている。そして、本作品は夜神月の思想を肯定するような作品ではなく、夜神月の自信過剰・誇大妄想的な正義感は戯画的に描かれているのだとしたうえで、冷静に考えれば幼稚でしかない夜神月の思想も、現代のバトルロワイヤル的状況下で政治的な勝利をあげればそれが魅力的に見えてしまうということを露悪的に示す作品であると述べている。
精神科医の斎藤環は、顔と名前さえ分かればただちに相手を殺すことのできるデスノートを持った夜神月を「強大すぎる正義」と表現している。また、本作品のほか『ダークナイト』『ブレイブ ワン』といった映画でも、素朴で絶対的な「正義」ではなく、相対化され懐疑的な「正義」が描かれており、これはアメリカ同時多発テロ事件以降の現代社会での「リアル」を担保するには不可避なことかもしれないと述べている。
現代思想家評論家の高田明典は、物語構造分析による訴求構造分析を行って作品の対立軸を抽出し、『DEATH NOTE』における記号論六面体を構築した。そこでLと夜神月の対立軸（信頼と疑念）に注目し、その対立軸が『DEATH NOTE』におけるもっとも強力な訴求力を構成しているとともに、若年層の心的構造に相同なものとして存在していると考察している。そのことから、若者が信頼に足る社会を大人が構築できていないこと、信頼に足る大人がいないこと、多くの若者が疑念を抱きつつ、もしくは、降りかかる疑念を振り払いながら生きていることを指摘する。
作家の小谷野敦は、戸籍の編成による一人一名主義という近代日本特有の事情を自明視することによる問題を指摘する。デスノートには「本名」を書かなければならず、社会的に通用する名前（通称）であっても芸名などでは無効になるというルールは、現代の日本・韓国・中国のような戸籍が無く、明確な「本名」＝戸籍名が存在しない西洋諸国では適用し得ない、というのである。特にイスラム圏では長大なフルネームを本人すらも把握していない場合があり、どこからどこまでが「本名」なのか誰にもわからないという問題を生じる。(Huluオリジナルドラマ『デスノート NEW GENERATION』紫苑編では、デスノートに書く名前は戸籍に関係なく、本人が自覚している名前が必要である)

## 社会的影響
2007年5月26日、中国当局は中国の小中学校で流行して物議を醸していた『DEATH NOTE』の関連出版物やグッズ、DVDを子どもの人格形成への影響を理由にすべて没収（香港は除く）すると発表した。
2007年9月28日、ベルギーのブリュッセル市内で男性と推定される遺体が発見された事件では、切断された遺体の一部とともにWATASHI WA KIRA DESS（私はキラです）とローマ字のように書かれたメモが発見されている。この事件は同じく「キラ」と呼ばれる『ジョジョの奇妙な冒険』に登場する猟奇殺人犯の吉良吉影（自身の能力で人間を爆殺する）ではないかという説もあったが、事件から3年後の2010年9月25日に『DEATH NOTE』ファンの男が逮捕された。
2008年、産経新聞連載のエッセイコーナー『北京春秋』において、産経新聞北京支局の記者・福島香織が、香港映画俳優たちのセックススキャンダル映像のネット流出事件（2008年当時）をデスノートにたとえ、非難した。デスノートに名前を書かれた者が安易に死ぬさまを、ネットによるプライバシー暴露による安易な社会的な死にたとえている。
韓国では、『DEATH NOTE』を模した製品、コミックなどが出回っている。
ロシアでも『DEATH NOTE』が翻訳出版されているが、ウラル地方在住の17歳の少女がエカテリンブルクで飛び降り自殺した際、部屋の中から同書が発見されたことを契機に、ウラルの父母団体が「子供に死への興味を煽る」などとして同書の発禁を求め、同国のプーチン大統領に直訴する事態となった。一方で、同国内の愛好者団体の中からは、単なる推理漫画であるとして、発禁に反対する署名集めをしている。2021年にはロシアの裁判所がDEATH NOTEの動画配信を禁止した。

## 編集者
- 吉田幸司 ： 第1話（2003年12月） - 第108話（最終話）（2006年5月）[17]

## メディアミックス
映像化作品では、映画版、テレビアニメ版、テレビドラマ版が存在し、いずれも原作以上にキャラクターを掘り下げて演出されている。その他、作家の西尾維新による小説化、舞台化、ゲーム化、トレーディングカード化といった様々なメディアミックス展開が行われている。

### 映画
2部構成で製作され、前編が2006年6月17日に、後編『デスノート the Last name』が同年11月3日に随時公開された。また、2008年2月9日にはLを主人公としたスピンオフ映画『L change the WorLd』が公開された。
実写映画版の公開を記念したトリビュートアルバムが2作リリースされた。2006年6月21日には、前編公開を記念した『DEATH NOTE TRIBUTE』が、同年12月20日には『デスノート the Last name』公開を記念した第2弾 『The songs for DEATH NOTE the movie 〜the Last name TRIBUTE〜』がリリースされた。第1弾は小畑健による描き下ろしオリジナル・イラスト・ジャケット仕様。
2015年9月13日、テレビドラマ版最終回終了後、新作映画『デスノート2016』が公開されることが発表され、2016年4月に『デスノート Light up the NEW world』というタイトルであることが発表され、同年10月29日に公開された。
2017年8月25日、Netflixでオリジナル映画『Death Note/デスノート』が配信。監督はアダム・ウィンガードでカナダとアメリカで撮影され、役名も日本名から英語名に変更されている。

### テレビドラマ
2015年7月より日本テレビ系「日曜ドラマ」枠で、『デスノート』のタイトルで連続ドラマ化。主演は窪田正孝で、第86回ザテレビジョンドラマアカデミー賞主演男優賞を受賞するなど演技が評価された。
2022年7月にハリウッドで実写ドラマ化されることが決まった。ダファー兄弟が製作、ハリア・アブデル=メギドが脚本を務める。

### 小説
- 『DEATH NOTE アナザーノート ロサンゼルスBB連続殺人事件』 集英社、2006年8月1日発行、ISBN 4-08-780439-9
  - 西尾維新著作のノベライズ作品。原作では描かれなかった、Lと南空ナオミが担当した『ロサンゼルスBB連続殺人事件』を描く。
- 『L change the WorLd』
  - 映画『デスノート』のスピンオフ『L change the WorLd』のノベライズ作品。著者はM。なお、著者であるMの詳細は一切公開されていない。
- 『デスノート Light up the NEW world』
  - 映画『デスノート Light up the NEW world』のノベライズ作品。著者は日下部匡俊。

### テレビアニメ
2006年10月3日から2007年6月26日まで日本テレビほかで放送。アニメーション制作はマッドハウス。全37話。
2007年8月31日には、金曜特別ロードショーにて特別編『ディレクターズカット完全決着版 〜リライト・幻視する神〜』を、2008年8月22日にはその続編『DEATH NOTE：R2　デスノート：リライト2　Lを継ぐ者』が放送された。
2008年12月2日からはANIMAXでも放送開始。のちにファミリー劇場やキッズステーションでも放送された。
2007年9月4日には、アニメ公式解説本（『DEATH NOTE/A「残像」』）が発売された。

### ミュージカル

#### 日本公演
2015年にミュージカル『デスノート THE MUSICAL』として公演。4月に日本キャスト版が上演された。音楽はフランク・ワイルドホーン、演出は栗山民也、歌詞はジャック・マーフィー、脚本はアイヴァン・メンチェルが担当。
2017年に日本キャスト版が再演。再演に先駆けて、『デスノート THE CONCERT』が3月に赤坂ACTシアターと梅田芸術劇場メインホールで開催し、2017年版のキャストが出演。
2020年に出演者を一新して再々演。2019年11月にオープンした豊島区立芸術文化劇場（東京建物 Brillia HALL）のこけら落しシリーズとして上演される。
2025年に出演者を一新して再々々演。11月から東京建物 Brillia HALLなどで上演予定。
公演日程
- 初演[25] - 東京公演:2015年4月6日 - 29日、日生劇場 / 大阪公演:5月15日 - 17日、梅田芸術劇場 メインホール / 名古屋公演:5月23日・24日、愛知県芸術劇場 大ホール
- 再演[31] - 富山公演:2017年6月24日・25日、オーバード・ホール / 台湾公演:2017年7月21日 - 23日、台中国家歌劇院 大劇院 / 大阪公演:2017年8月19日 - 21日、梅田芸術劇場 メインホール / 東京公演:2017年9月2日 - 24日、新国立劇場 中劇場
- 再々演 - 東京公演:2020年1月20日 - 2月9日、東京建物 Brillia HALL / 静岡公演:2月22日・23日、マリナート 大ホール 
  - 予定では、大阪公演:2月29日・3月1日、梅田芸術劇場 メインホール / 福岡公演:3月6日 - 8日、博多座も予定されていたが、新型コロナウイルス感染症の流行の影響で中止[32][33]。

主なキャスト（日本版）
|            | 初演                     | 再演                                           | 再々演             | 再々々演           |
| ---------- | ------------------------ | ---------------------------------------------- | ------------------ | ------------------ |
| 夜神月     | 浦井健治、柿澤勇人       | 浦井健治、柿澤勇人                             | 村井良大、甲斐翔真 | 加藤清史郎、渡邉蒼 |
| L          | 小池徹平                 | 小池徹平                                       | 高橋颯             | 三浦宏規           |
| 弥海砂     | 唯月ふうか               | 唯月ふうか                                     | 吉柳咲良           | 鞘師里保           |
| 夜神粧裕   | 前島亜美 （SUPER☆GiRLS） | 髙橋果鈴 ※富山公演初日マチネのみ前島亜美が代演 | 西田ひらり         | リコ（HUNNY BEE）  |
| レム       | 濱田めぐみ               | 濱田めぐみ                                     | パク・ヘナ         | 濱田めぐみ         |
| リューク   | 吉田鋼太郎               | 石井一孝 ※大阪公演のみ俵和也が代演             | 横田栄司           | 浦井健治           |
| 夜神総一郎 | 鹿賀丈史                 | 別所哲也                                       | 今井清隆           | 今井清隆           |

#### 韓国公演
日本版とメインスタッフを同じく（#日本公演を参照）、2015年6月に韓国版が初上演。韓国キャスト版は、韓国ウェブメディア「eDaily」の主催する「2016 eDaily Culture Awards」のミュージカル部門最優秀賞を受賞。
2022年に、韓国の制作会社のODカンパニーによる脚色で再び上演。当初の予定日程はプレビューチケットオープンと同時に全席完売を記録し、それを受けて会場を増やし期間を延長した。主演のキャストは続投しているが、2015年と2022年では変更されたキャストもいる。
公演日程
- 初演[25] - ソウル:2015年6月20日 - 8月9日、城南アートセンター オペラハウス
- 再演[38] - ソウル:2022年4月1日 - 6月26日、忠武アートセンター大劇場、7月1日 - 8月14日（追加公演）、芸術の殿堂 オペラ劇場

主なキャスト
- 夜神月 - ホン・グァンホ
- L - キム・ジュンス（JYJ）

#### ロシア公演
演劇としてではないが、2021年4月17日には、ロシアでミュージカル楽曲のコンサート『DEATH NOTE THE CONCERT』がモスクワのMIRコンサートホールを会場に現地のキャストで公演。
主なキャスト（コンサート（ロシア）版）
- 夜神月 - アレクサンダー・カズミン
- L - ヤロスラフ・バヤルナス
- リューク - キリル・ゴルデーフ
- 夜神宗一郎 - アレクサンダー・マラクリン
- レム - エレナ・ガザエワ
- 弥海砂 - ベラ・スヴェシュニコワ
- 夜神粧裕 - エヴドキア・マレフスカヤ

### ビデオゲーム
『DEATH NOTE -デスノート- キラゲーム』
- 機種 - ニンテンドーDS
- メーカー - コナミデジタルエンタテインメント
- ジャンル - コミュニケーション推理ゲーム
- 2007年2月15日発売
- Lまたはキラの視点でプレイし、Lならキラを、キラならLを推理して脱落させるのが目的。
- 『人狼ゲーム』をモデルにしている。

『DEATH NOTE -デスノート- Lを継ぐ者』
- 機種 - ニンテンドーDS
- メーカー - コナミデジタルエンタテインメント
- ジャンル - 推理心理戦アドベンチャーゲーム
- 2007年7月12日発売
- ゲーム第1弾『キラゲーム』では隠しキャラクター扱いだったニア・メロが正式に登場。
- ボードゲーム『スコットランドヤード』をモデルにしている。

『L the proLogue to DEATH NOTE -螺旋の罠（トラップ）-』
- 機種 - ニンテンドーDS
- メーカー - コナミデジタルエンタテインメント
- ジャンル - 推理バトルアドベンチャー
- 2008年2月7日発売
- 原作より前の時間軸のゲーム。
- キャッチコピーは、『この事件（ゲーム）、降りるわけにはいきません』と『悪に立ち向かう覚悟は、ありますか？』の二つ。

『DEATH NOTE Killer Within』
- 機種 - PlayStation 4、PlayStation 5、Steam
- メーカー - バンダイナムコエンターテインメント
- ジャンル - マルチプレイ人狼推理対戦ゲーム
- 2025年8月5日発売
- キラ陣営とL陣営、そしてどちらにも属さないメロの3勢力に別れ、自分の陣営を隠しつつ他陣営のプレイヤーキャラクターを特定して排除する推理ゲーム。オフラインでの1人プレイの他、オンラインで4人～10人によるマルチプレイも可能。
- 『人狼ゲーム』をモデルにしている。

### リアル脱出ゲーム
『DEATH NOTE×リアル脱出ゲーム〜新世界の神からの脱出〜』
- 主催 - SCRAP
- 会場 - 原宿ヒミツキチオブスクラップ・大阪ヒミツキチオブスクラップ
- ジャンル - リアル脱出ゲーム
- 原宿は2014年5月から2か月弱、大阪は2014年6月から1か月弱のロングランで開催した。
- キャッチコピーは、『新生キラから生き延びろ！』である。

『DEATH NOTE THE ESCAPE』
- 主催 - SCRAP
- 会場 - ユニバーサル・スタジオ・ジャパン
- ジャンル - リアル脱出ゲーム
- 2016年7月1日 - 9月4日
- キャッチコピーは、『あなたの頭脳が必要です』である。

『リアル脱出ゲーム×DEATH NOTE『新生キラの謀略からの脱出』』
- 主催：SCRAP／ニッポン放送
- 会場・日程
  - リアル脱出ゲームフェスティバル（幕張メッセ 展示ホール7）2024年8月23日 - 25日
  - 東京ミステリーサーカス　2024年10月3日 - 12月22日
  - リアル脱出ゲーム大阪南堀江店　2025年1月9日 - 2月24日
  - リアル脱出ゲーム名古屋店　2025年2月6日 - 3月9日
  - リアル脱出ゲーム札幌店　2025年4月18日 - 5月11日
  - イベントホール松栄　2025年4月26日 - 27日
  - 岡山オルガホール　2025年5月3日 - 6日
  - リアル脱出ゲーム福岡店　2025年6月13日 - 7月13日

- ジャンル - リアル脱出ゲーム
- キャッチコピーは、『謎を解け、ノートに名前を書かれる前に』である。

### トレーディングカード
コナミ販売のトレーディングカードおよびトレーディングカードゲーム。
トレーディングカード
同社のカード商品にしては珍しく、原作者の一人である小畑健のイラストだけが使用されており、それを売りとして前面に出している。vol.1とvol.2は劇場限定販売でランダムの1パック10枚入り、特別版は一般流通でランダムの1パック10枚入り。
- DEATH NOTE TRADING CARD vol.1（2006年6月17日発売）
- DEATH NOTE TRADING CARD vol.2（2006年11月3日発売）
- DEATH NOTE TRADING CARD 特別版（2007年3月8日発売）

トレーディングカードゲーム
スターターは40枚、ブースターはランダムで1パック8枚入り。
- DEATH NOTE TRADING CARD GAME スターター 接触（2008年3月6日発売）
- DEATH NOTE TRADING CARD GAME ブースターvol.1 新世界の神（2008年3月6日発売）
- DEATH NOTE TRADING CARD GAME ブースターvol.2 裁きの旋律（2008年5月15日発売）
- DEATH NOTE TRADING CARD GAME スターター 再生（2008年8月21日発売）
- DEATH NOTE TRADING CARD GAME ブースターvol.3 対峙する正義（2008年8月21日発売）
- DEATH NOTE TRADING CARD GAME EXブースター THE WORLD（2008年12月11日発売）

### フィギュア
- Real Action Heroes DeathNote 夜神月（2007年8月発売）
- Real Action Heroes DeathNote L（2007年8月発売）
- Real Action Heroes DeathNote 弥海砂（2007年8月発売）
- ねんどろいど デスノート 夜神月（2007年7月発売）
- ねんどろいど デスノート リューク（2007年7月発売）
- ねんどろいど デスノート L（2007年9月発売）
- ねんどろいど デスノート 弥海砂（2007年9月発売）
- ねんどろいど デスノート 夜神月 サンタVer.（2007年12月発売）
- ねんどろいど デスノート L トナカイVer.（2007年12月発売）
- ねんどろいど　ぷち　デスノート Case File #01（2009年10月発売）※トレーディングフィギュア
- ねんどろいど　ぷち　デスノート Case File #02（2010年1月発売）※トレーディングフィギュア

## 書誌情報

### 単行本
- 大場つぐみ（原作） / 小畑健（作画） 『DEATH NOTE』 集英社〈ジャンプ・コミックス〉、全12巻
  1. 「退屈」2004年4月7日第1刷発行（4月2日発売[42]）、ISBN 4-08-873621-4
  2. 「合流」2004年7月7日第1刷発行（7月2日発売[43]）、ISBN 4-08-873631-1
  3. 「激走」2004年9月8日第1刷発行（9月3日発売[44]）、ISBN 4-08-873652-4
  4. 「恋心」2004年11月9日第1刷発行（11月4日発売[45]）、ISBN 4-08-873671-0
  5. 「白紙」2005年2月9日第1刷発行（2月4日発売[46]）、ISBN 4-08-873774-1
  6. 「交換」2005年4月9日第1刷発行（4月4日発売[47]）、ISBN 4-08-873795-4
  7. 「零」2005年7月9日第1刷発行（7月4日発売[48]）、ISBN 4-08-873830-6
  8. 「的」2005年9月7日第1刷発行（9月2日発売[49]）、ISBN 4-08-873852-7
  9. 「接触」2005年12月7日第1刷発行（12月2日発売[50]）、ISBN 4-08-873887-X
  10. 「削除」2006年2月8日第1刷発行（2月3日発売[51]）、ISBN 4-08-874018-1
  11. 「同心」2006年5月7日第1刷発行（5月2日発売[52]）、ISBN 4-08-874041-6
  12. 「完」2006年7月9日第1刷発行（7月4日発売[53]）、ISBN 4-08-874131-5
- 大場つぐみ（原作） / 小畑健（作画） 『DEATH NOTE短編集』 集英社〈ジャンプ・コミックス〉、2021年2月4日発売[54]、ISBN 978-4-08-882573-1

### 文庫版
- 大場つぐみ（原作） / 小畑健（作画） 『DEATH NOTE』 集英社〈集英社文庫〉、全7巻
  1. 2014年3月23日第1刷発行（3月18日発売[55]）、ISBN 978-4-08-619486-0
  2. 2014年3月23日第1刷発行（3月18日発売[56]）、ISBN 978-4-08-619487-7
  3. 2014年4月23日第1刷発行（4月18日発売[57]）、ISBN 978-4-08-619488-4
  4. 2014年5月21日第1刷発行（5月16日発売[58]）、ISBN 978-4-08-619489-1
  5. 2014年6月23日第1刷発行（6月18日発売[59]）、ISBN 978-4-08-619490-7
  6. 2014年7月23日第1刷発行（7月18日発売[60]）、ISBN 978-4-08-619491-4
  7. 2014年8月24日第1刷発行（8月19日発売[61]）、ISBN 978-4-08-619492-1

### 愛蔵版
- 大場つぐみ（原作）/小畑健（作画）『DEATH NOTE 完全収録版』集英社〈愛蔵版コミックス〉、2016年10月9日第1刷発行（10月4日発売[62]）、ISBN 978-4-08-792511-1
  - 全12巻を1冊にまとめた厚さ約8cmの完全収録版[63]。

### 電子版
電子書籍版としては、「ジャンプコミックスDIGITAL」レーベルで、おおむね紙製単行本と同内容で電子書籍化されている。これを購入などすれば、デジタルデバイスにおいて閲覧可能。
2019年5月には、プログレス・テクノロジーズによる「全巻一冊」シリーズとして、この電子書籍版をベースとした本編全話および後述する公式ガイドブック、「L FILE No.15」に収録されている短編2作、「映画『L change the WorLd』公開記念特別編」を収録したローカルストレージメディアカード（コンテンツカセット）版が発売（「全巻一冊」についての仕様は『北斗の拳#書籍』や『NARUTO -ナルト-#電子書籍』などを参照）。別売の閲覧専用デバイスに装着するためのブックカバー（小畑の描きおろしイラストを印刷）も同梱。

### 小説
- 『DEATH NOTE アナザーノート ロサンゼルスBB連続殺人事件』2006年8月1日発売[65]、ISBN 4-08-780439-9
- 『DEATH NOTE × SCRAP 死と砂の世界からの脱出』2014年5月30日発売[66]、ISBN 978-4-08-780720-2
- 『映画ノベライズ DEATH NOTE Light up the NEW world』2016年10月24日発売[67]、ISBN 978-4-08-703409-7

### その他
- 公式ガイドブック『DEATH NOTE HOW TO READ 13 真相』2006年10月18日第1刷発行（10月13日発売[68]）、ISBN 4-08-874095-5
  - 初回限定特装版、ISBN 4-08-908053-3
  - 集英社発刊のガイドブック。『週刊少年ジャンプ』にて掲載された読み切り版も収録。
- 小畑健画集『blanc et noir』2006年5月31日発行、ISBN 4-08-782146-3
  - 漫画『DEATH NOTE』のイラストを中心とした小畑健の画集。
- 『DEATH NOTE OFFICIAL MOVIE GUIDE (1)』2006年6月2日発売[69]、ISBN 4-08-874092-0
- 『DEATH NOTE OFFICIAL MOVIE GUIDE (2)』2006年11月発行、ISBN 4-08-874094-7
- 『DEATH NOTE 集英社コミックカレンダー2006』2005年9月発行、ISBN 4-08-909282-5
- 『DEATH BOX』2006年5月発行、ISBN 4-08-908042-8
  - 小畑健画集『blanc et noir』の予約生産限定版。収録内容は月・L・ミサのジオラマフィギュア、死神スカルオブジェ、死神眼球ペンダント、カラー原画レプリカ6点、モノクロ原画レプリカ6点、オリジナルデザインステッカー、別柄収納ケース付き『blanc et noir』である。
- 『L FILE No.15』2008年1月発行、ISBN 978-4-08-782165-9
  - 愛蔵版コミックス。蜷川実花撮り下ろしL（松山ケンイチ）プライベート写真106枚、大場つぐみ×小畑健による描き下ろしカラー漫画『L-One Day』、『L-The Wammy’s House』、ワタリとLの関係が書かれた外伝『キルシュ＝ワイミーの日記』が掲載されている。